# Hugo I van Chalon
Hugo I van Chalon (circa 975 - 4 november 1039) was van 987 tot aan zijn dood graaf van Chalon en van 999 tot aan zijn dood bisschop van Auxerre.

## Levensloop
Hij was de enige zoon van Lambert van Dijon, graaf van Chalon, uit diens huwelijk met Adelheid van Chalon, dochter van hertog Giselbert van Bourgondië. Nadat zijn vader begin 979 stierf, hertrouwde zijn moeder korte tijd later met hertog Godfried I van Anjou. Aangezien Hugo nog te jong was om te kunnen heersen, nam Godfried I de regering van Chalon over. 
Hugo koos een geestelijke carrière en werd benoemd tot kanunnik van de Kathedraal van Autun. Toen zijn stiefvader Godfried I in 987 overleed, werd hij eveneens graaf van Chalon. Bovendien werd hij in 999 verkozen tot bisschop van Auxerre. Bij die gelegenheid schonk hij de priorij van Paray-le-Monial, die gesticht was onder zijn vader, aan de Abdij van Cluny.
In 1002 stierf hertog Hendrik I van Bourgondië zonder nakomelingen. Hij had in zijn testament zijn stiefzoon Otto Willem aangesteld als erfopvolger, maar dat werd betwist door koning Robert II van Frankrijk, met als gevolg dat er een successieoorlog uitbrak. Bisschop Hugo koos partij voor de Franse koning, tegen zijn neef Otto Willem. Tijdens het conflict trok Hugo zich twaalf jaar lang terug in zijn graafschap, om het te verdedigen tegen de troepen van Otto Willem. Uiteindelijk annexeerde Robert II het hertogdom Bourgondië en vormde Hugo I met zijn resterende bezittingen het vrijgraafschap Bourgondië. Na het einde van de oorlog in Bourgondië kreeg Hugo verschillende compensaties van de Franse koning, omdat hij de enige Bourgondische heerser was die hem de hele oorlog had gesteund. Zo kreeg hij in 1019 de helft van het land van Givry.
Na het overlijden van Otto Willem in 1026 liet diens zoon en erfopvolger Reinoud I zijn aanspraken op het hertogdom Bourgondië opnieuw gelden. Hugo van Chalon zette vervolgens een hinderlaag op voor Reinoud en nam hem gevangen. Hertog Richard III van Normandië, de zwager van Reinoud, vroeg de bisschop eerst beleefd of hij zijn schoonbroer wilde vrijlaten, maar nadat hij weigerde te antwoorden, viel de hertog in 1027 Chalon binnen. Er werd heel wat gebied verwoest, maar de bisschop was niet in staat om verzet te bieden. Om de volledige ruïnering van zijn landerijen te voorkomen, onderwierp hij zich uiteindelijk in een vernederende ceremonie aan de Normandiërs.
Hugo I van Chalon stierf in november 1039. Omdat hij als geestelijke geen nakomelingen had, ging het graafschap Chalon naar zijn neef Theobald, de oudste zoon van zijn zus Mathilde van Chalon en heer Godfried van Semur-en-Brionnais.